# پستو (پنگوئن)
پستو (به انگلیسی: Pesto) (۳۰ ژانویه ۲۰۲۴) یک جوجهٔ پنگوئن پادشاه است که در آکواریوم سی لایف ملبورن زندگی می‌کند و به‌دلیل جثهٔ فوق‌العاده بزرگش در سپتامبر ۲۰۲۴ شهرت یافت.

## زندگی
پستو در ۳۰ ژانویهٔ ۲۰۲۴ در آکواریوم سی لایف ملبورن از والدین هادسون و تانگو، به دنیا آمد. وزن آن در بدو تولد ۲۰۰ گرم (۷٫۱ اونس) بود. پدر بیولوژیکی او بلیک، پنگوئن دیگر پادشاهی است که در آکواریوم زندگی می‌کند. پستو اولین جوجه پنگوئن پادشاه بود که از سال ۲۰۲۲ در آکواریوم به دنیا آمد. پستو برای اولین بار در آوریل ۲۰۲۴ در آکواریوم به نمایش گذاشته شد.
در زمان فاش شدن جنسیت او در سپتامبر ۲۰۲۴، که در رسانه‌های اجتماعی پخش شد، او ۲۱ کیلوگرم (۴۶ پوند) وزن داشت. او را به بزرگ‌ترین جوجه پنگوئن پادشاهی تبدیل کرد که تابه‌حال در آکواریوم زندگی کرده است. در آن ماه، او روزانه حدود ۲۵ ماهی و در هفته ۲۴ کیلوگرم ماهی می‌خورد، که مقدار متوسط آن برای یک پنگوئن پادشاهی هم سن او بود. تا تاریخ ۲۳ سپتامبر ۲۰۲۴، پستو ۹۰ سانتیمتر (۳۵ اینچ) قد و ۲۲٫۵ کیلوگرم (۵۰ پوند) وزن داشت. علی‌رغم اینکه جوجه است، وزن او از مجموع والدینش هادسون و تانگو بیشتر است، اگرچه انتظار می‌رود بعد از دوران نوپایی‌اش وزن کم کند. آکواریوم سی لایف ملبورن تاحدی اندازه بزرگ او را به ژنتیک نسبت می‌دهد، زیرا پدر بیولوژیکی او بلیک بزرگ‌ترین پنگوئن در آکواریوم است.
پستو به‌صورت آنلاین مورد توجه گسترده‌ای قرار گرفته است و به‌دلیل اندازه بزرگش به یک میم اینترنتی در تیک‌تاک تبدیل شده است. هواداران او را با محبت به‌عنوان یک «چاق»، «واحد مطلق» و «مدافع خط» توصیف کردند. کیتی پری، خواننده آمریکایی هنگام بازدید از ملبورن برای فینال بزرگ ای‌اف‌ال ۲۰۲۴ اظهار داشت می‌خواهد پستو را ببوسد. بالاخره او در ۲۷ سپتامبر با پستو ملاقات کرد، اگرچه به‌دلیل اقدامات ایمنی زیستی او را نبوسید.